# Joaquim Guerreiro
Pour les articles homonymes, voir Ramos et Guerreiro.
Joaquim José Ramos Guerreiro, né le 8 avril 1966 et mort le 2 septembre 2017 à Loulé (Algarve), est un acteur et un directeur de théâtre portugais.

## Biographie
Après avoir servi dans la Marine portugaise de 1986 à 1995, Joaquim Guerreiro se lance dans le métier d'acteur. Découvert dans la telenovela Terra Mãe (1998), il tient le rôle principal dans Os Lobos (1998), puis dans Câmara Café (2005-2006), et apparaît dans de nombreuses autres productions télévisuelles.
Il s'investit dans diverses actions culturelles dans le sud du Portugal, devenant directeur du théâtre municipal de Faro et créant le festival F. Il est aussi à l'origine du festival MED (musiques du monde) et de la Noite branca, tous les deux à Loulé.

### Politique
Adjoint municipal de Loulé de 2009 à 2013, responsable de la Culture, des événements et du tourisme, il est présenté en février 2017 comme la future tête de liste du PSD aux élections municipales de Loulé, mais il renonce en avril, après s'être découvert malade du cancer,.

## Filmographie

### Cinéma
- Acredita, de Carlos Domingomes, 2011 (court-métrage)